# La Cellette, Creuse
La Cellette este o comună în departamentul Creuse din centrul Franței. În 2009 avea o populație de 269 de locuitori.

## Evoluția populației
| An        | 1975 | 1982 | 1990 | 1999 | 2006 | 2009 |
| --------- | ---- | ---- | ---- | ---- | ---- | ---- |
| Populație | 491  | 441  | 340  | 283  | 274  | 269  |